# Black Ivory

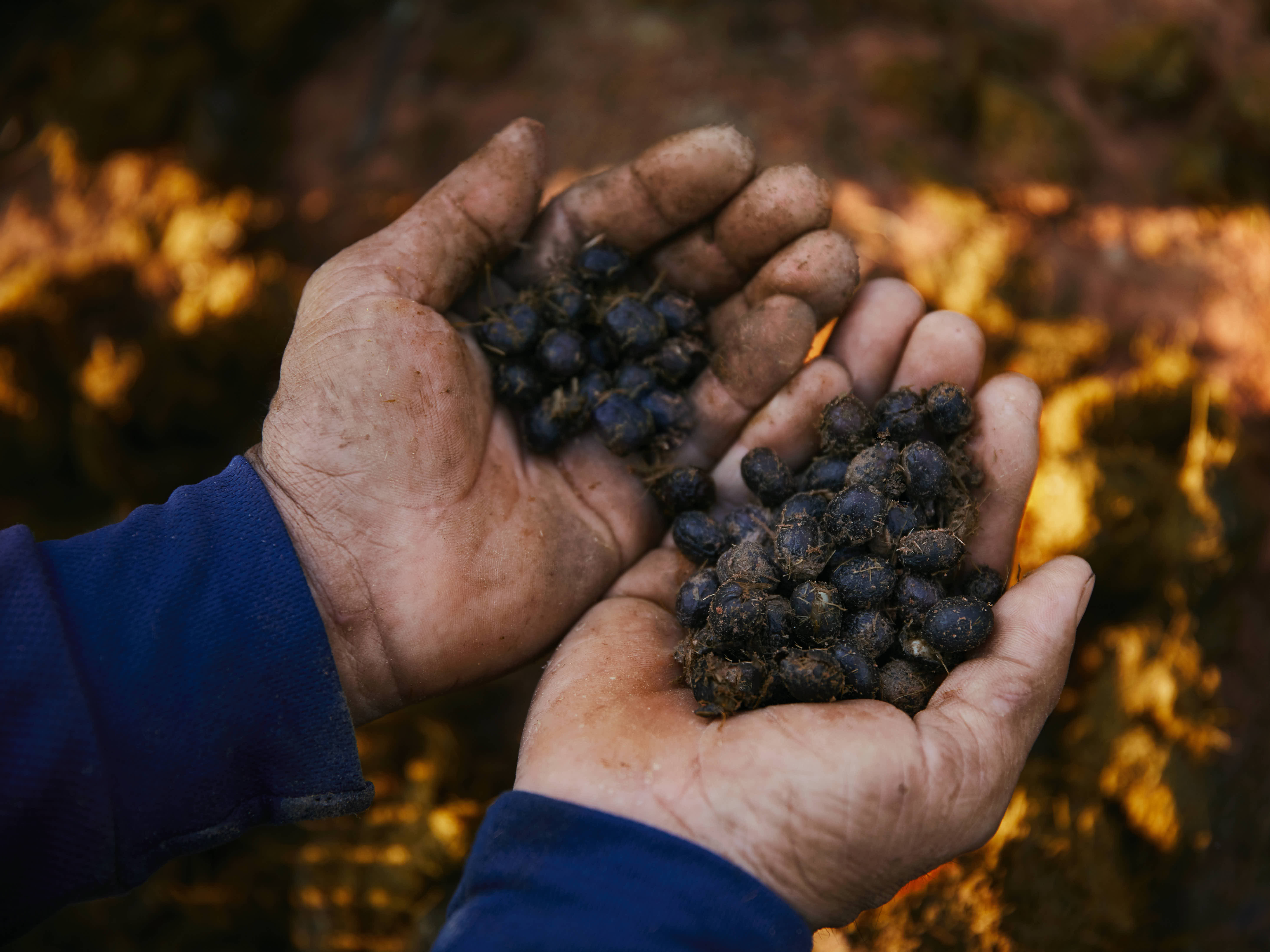
Black Ivory

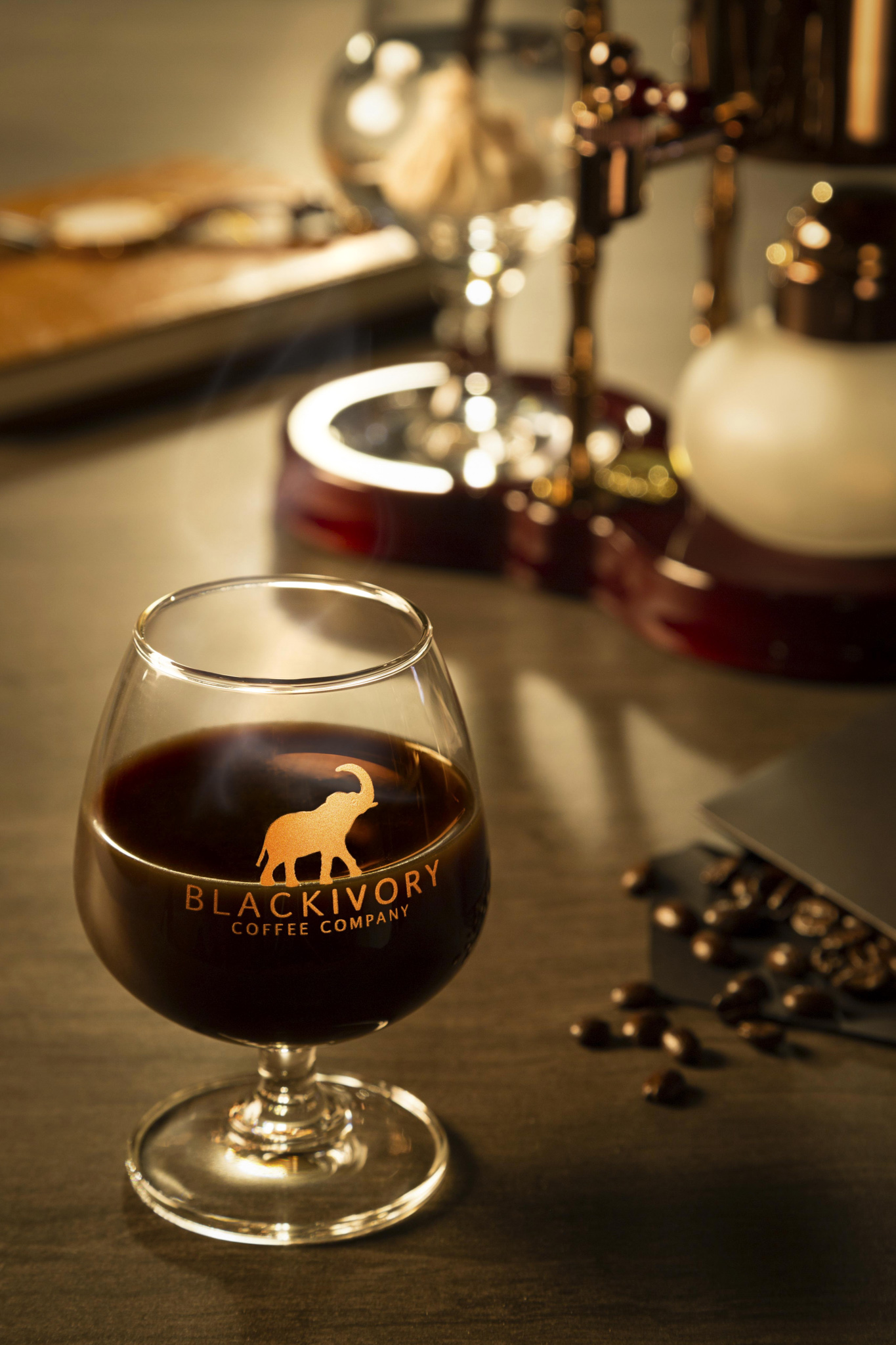
Black Ivory

Il Black Ivory (che in lingua inglese significa "avorio nero") è un caffè prodotto dalla Black Ivory Coffee Company Ltd nel nord della Thailandia. È ottenuto a partire da semi di coffea arabica, che vengono ingeriti dagli elefanti e recuperati poi dalle loro feci. Gli enzimi digestivi degli elefanti decompongono parte delle proteine del caffè, rendendolo meno amaro. I semi vengono digeriti tra le 15 e le 70 ore dai pachidermi, e nello stomaco sono presenti insieme ad altri ingredienti che influenzano l'aroma del prodotto.
Il Black Ivory è una tra le varietà più costose di caffè (circa 1 100 USD⁄kg) e ha una produzione limitata, per cui è disponibile in pochi hotel di lusso al prezzo di 50 USD la tazza. La produzione è infatti limitata dalla disponibilità di bacche di caffè, l'appetito degli elefanti e la capacità dei mahout di recuperare i semi dalle feci degli animali. Molti semi vengono frantumati nella masticazione, per cui sono necessari 33 kg di semi di caffè per produrre un chilogrammo di prodotto finito.
Il caffè viene prodotto nella Golden Triangle Asian Elephant Foundation, un rifugio per elefanti presso il distretto Chiang Saen, nel nord della Thailandia. Circa venti animali si occupano della produzione del caffè, e l'otto percento delle vendite è destinato alla fondazione per la tutela degli elefanti.